# Ярунок

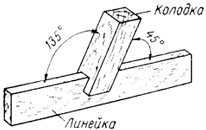
Ярунок

Яруно́к, також єрунок, ку́тник з фіксованим кутом (від нім. Gehrung, можливо через російське посередництво) — столярний інструмент, що служить для проведення ліній під кутом 45-135°. Складається з колодки, в яку вмонтована лінійка під кутом 45°, окрім того, конструкція може споряджатися рівнем. Лінійки і шаблони служать для точнішої розмітки ліній. Виготовляють шаблони із сталі або тонких дощок. Шаблон накладають на оброблюваний матеріал і теслярським олівцем або шилом обводять його контури. Рівень служить для перевірки горизонтальності оброблюваних поверхонь (мостин, балок, прогонів). Він складається з металевого корпусу, в який вставлена запаяна з обох кінців трубочка, заповнена спиртом. У спирті рухається бульбашка повітря. Положення трубочки в корпусі відрегульоване так, що бульбашка повітря займає середнє положення (проти відмітки на корпусі), якщо він знаходиться на горизонтальній поверхні.